# گلن‌هازا
گِلِن‌هازا (به مجاری:  Gellénháza) یک شهرداری در مجارستان است که در زالا واقع شده‌است. گِلِن‌هازا ۵٫۲۴ کیلومتر مربع مساحت و ۱٬۶۵۷ نفر جمعیت دارد.